# Coopératrices paroissiales du Christ Roi
Les coopératrices paroissiales du Christ Roi forment une congrégation religieuse féminine de droit pontifical dont le but est l'approfondissement de la foi chrétienne au moyen de retraites spirituelles.

## Historique
En 1928, le jésuite catalan François de Paule Vallet, fondateur des coopérateurs paroissiaux du Christ Roi doit fuir son pays en raison de problèmes politiques en Espagne. Après avoir établi sa résidence à Valence, il y fonde le 31 octobre 1943 la branche féminine de la congrégation sous le nom de coopératrices paroissiales du Christ Roi.
L'institut est approuvée le 14 avril 1968 par Jean de Cambourg, évêque de Valence, et reconnu comme congrégation de droit pontifical en 1982 par le pape Jean-Paul II.

## Activités et diffusion
Les coopératrices se dédient à l'approfondissement de la foi chrétienne au moyen de retraites spirituelles par la prédication des exercices spirituels.
Elles sont présentes en:
- Europe : France, Espagne.
- Amérique : Argentine, Uruguay.

La maison-mère est à Valence.
En 2017, la congrégation comptait 62 sœurs répartis dans 11 maisons.